# Phytometra
Genre
Phytometra est un genre de Lépidoptères de la famille des Erebidae, comprenant une quarantaine d'espèces réparties dans le monde entier.

## Liste des espèces

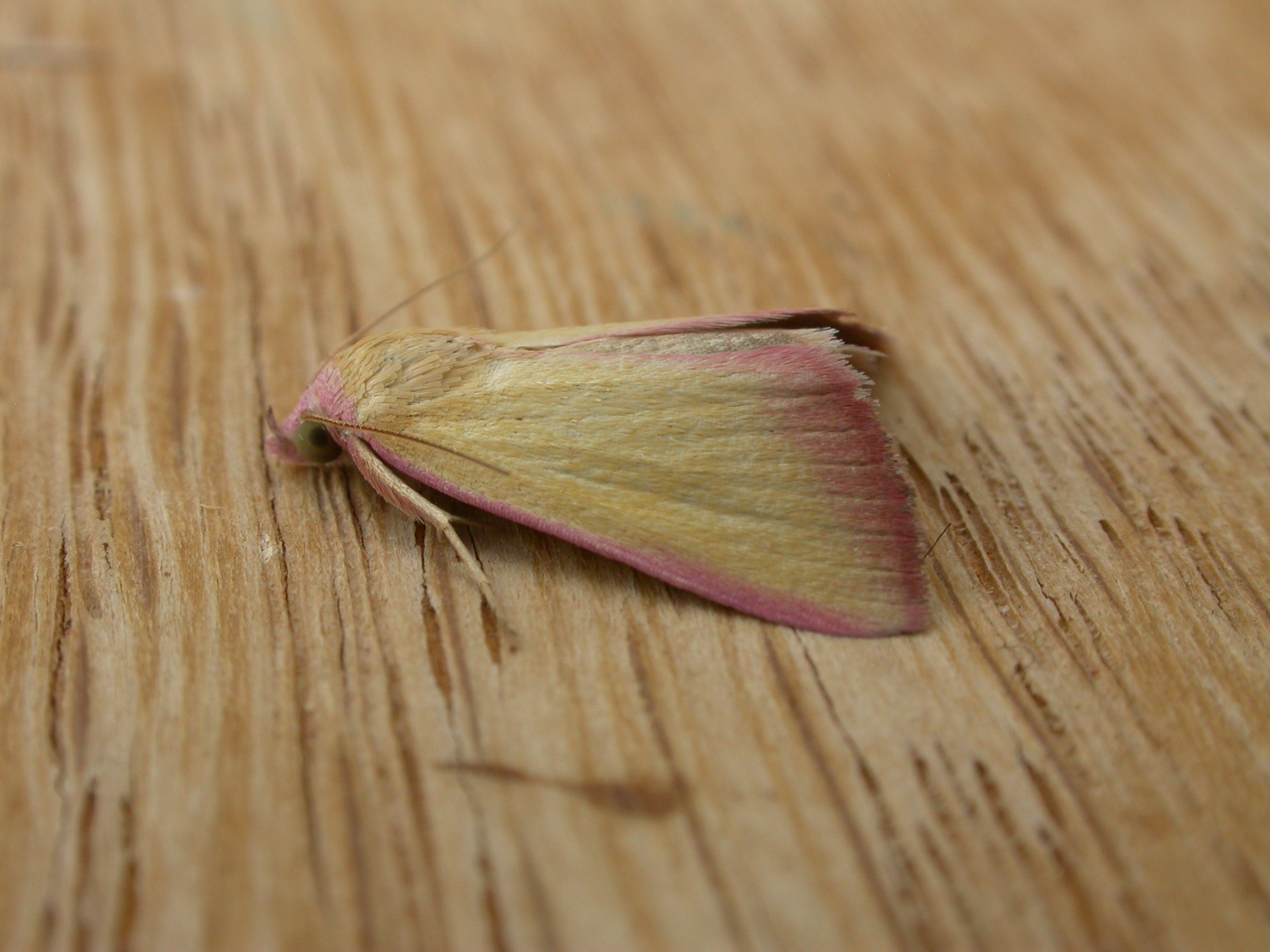
Phytometra formosalis.
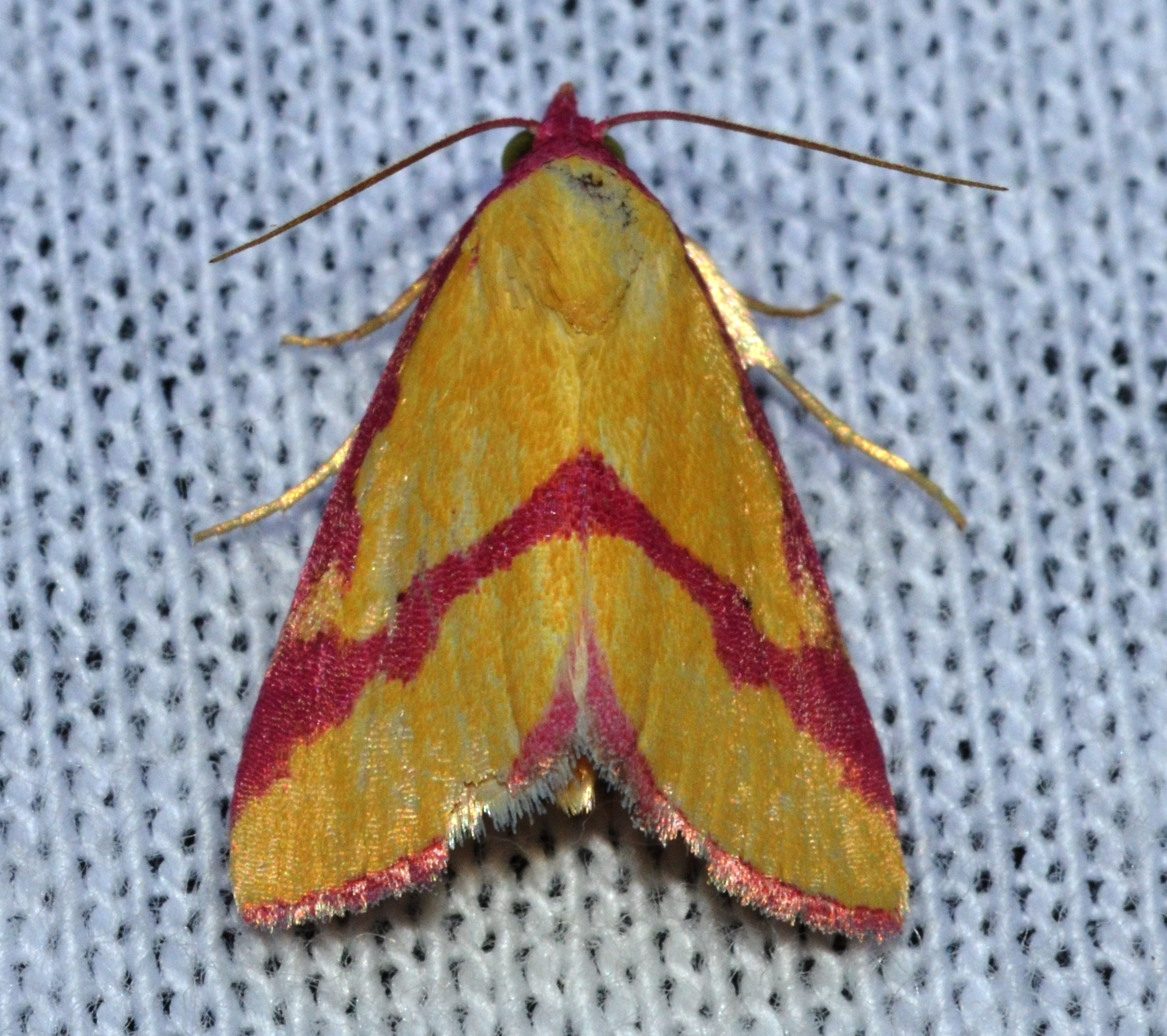
Phytometra ernestinana.
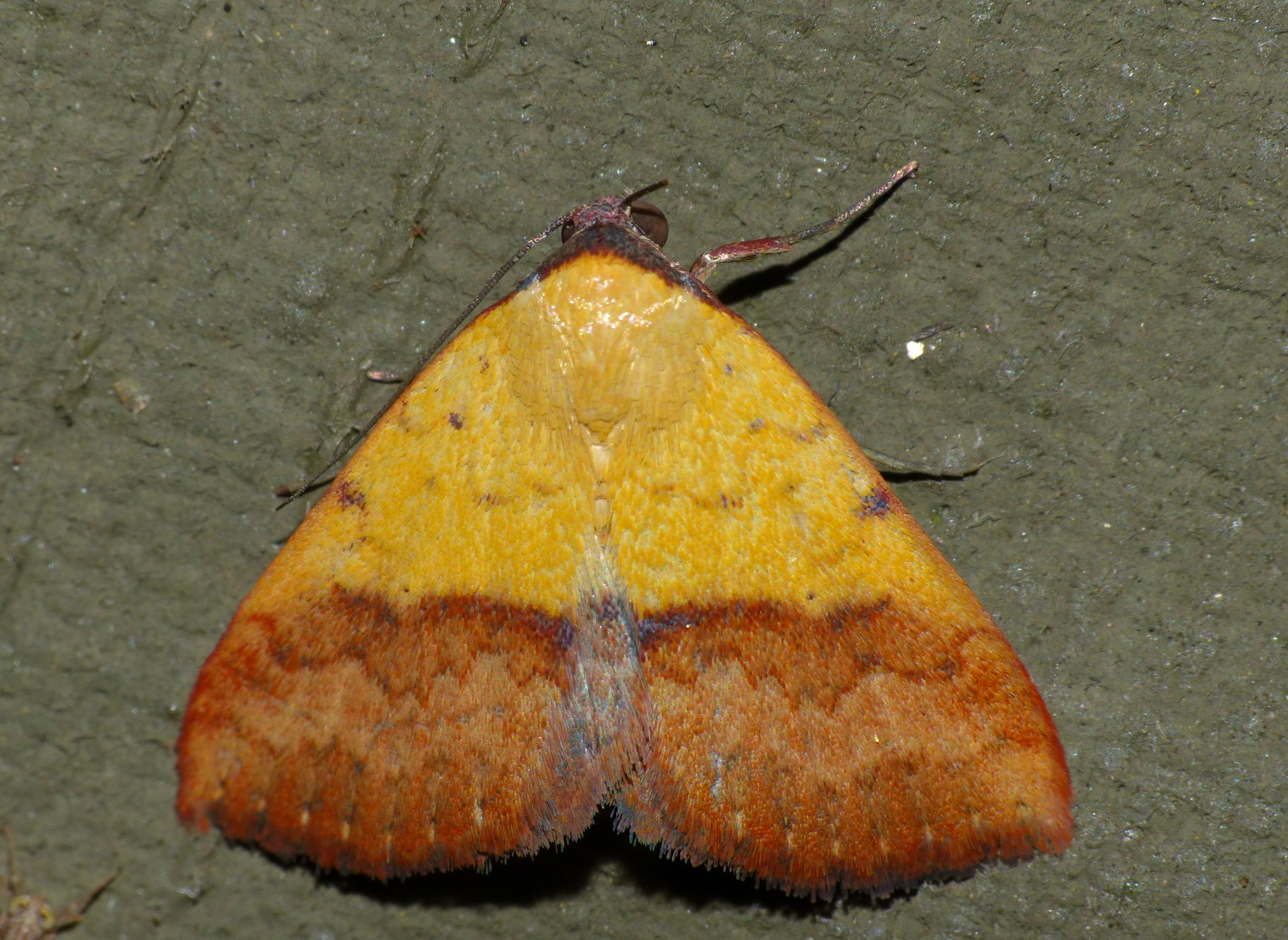
Phytometra duplicalis.

Selon GBIF (1er septembre 2021) :
- Phytometra africana (Snellen, 1872)
- Phytometra amata (Butler, 1879)
- Phytometra apicata Barnes & McDunnough, 1916
- Phytometra carnea (Prout A.E., 1922)
- Phytometra coniota (Hampson, 1926)
- Phytometra curvifera (Hampson, 1926)
- Phytometra digramma (Walker, 1866)
- Phytometra duplicalis (Walker, 1866)
- Phytometra ernestinana Blanchard, 1840
- Phytometra euchroa Hampson, 1918
- Phytometra formosalis
- Phytometra haemaceps (Hampson, 1910)
- Phytometra haematoessa (Hampson, 1910)
- Phytometra helesusalis (Walker, 1859)
- Phytometra heliriusalis (Walker, 1859)
- Phytometra heostrophis Dyar
- Phytometra hypopsamma (Hampson, 1926)
- Phytometra laevis
- Phytometra lentistriata (Hampson, 1910)
- Phytometra luna Zerny, 1927
- Phytometra melanosticta Hacker, 2016
- Phytometra neostrophis
- Phytometra nigrogemmea Romieux, 1943
- Phytometra obliqualis (Dyar, 1912)
- Phytometra olivescens (Hampson, 1910)
- Phytometra opsiphora (Hampson, 1926)
- Phytometra orgiae Grote, 1875
- Phytometra ossea (Saalmüller, 1891)
- Phytometra pentheus Fawcett, 1916
- Phytometra pyralomima (Wiltshire, 1961)
- Phytometra rhodarialis (Walker, 1859)
- Phytometra rhodopa (Bethune-Baker, 1911)
- Phytometra sacraria (Felder & Rogenhofer, 1874)
- Phytometra sanctiflorentis (Boisduval, 1834)
- Phytometra scopulepes Haworth, 1809
- Phytometra semipurpurea Walker, 1863
- Phytometra signifera (Hampson, 1926)
- Phytometra silona (Schaus, 1893)
- Phytometra straminea Hampson, 1926
- Phytometra subflavalis
- Phytometra umbrifera (Hampson, 1910)
- Phytometra viridaria (Clerck, 1759)
- Phytometra xanthoptera (Hampson, 1894)
- Phytometra zotica (Viette, 1956)

## Systématique
Le nom scientifique de ce taxon est Phytometra, choisi en 1809 par le naturaliste britannique Adrian Hardy Haworth.
Selon GBIF (1er septembre 2021), les genres suivants sont synonymes de Phytometra :
- Nanthilda Blanchard, 1840
- Prothymia Hübner, 1823
- Prothymnia Leraut, 1997
- Pseudomicra Butler, 1892
- Pyralidesthes Warren, 1913